# Подражанская, Ольга Давидовна
Ольга Давидовна Подражанская (род. 29 мая 1948) — израильская шахматистка, международный мастер (1982) среди женщин.
Воспитанница Георгия Лисицына.
Чемпионка Израиля (1974, 1976, 1982 — совместно с Любовью Кристол). В составе сборной Израиля участница пяти Олимпиад (1974—1976, 1980, 1988—1990). На Олимпиаде (1976) в Хайфе команда заняла 1-е место.

## Изменения рейтинга
| Графики недоступны из-за технических проблем. См. информацию на Фабрикаторе и на mediawiki.org. |